# Ali Wong
Alexandra Dawn Wong (San Francisco, 1982. április 19. –) kétszeres Golden Globe- és kétszeres Primetime Emmy-díjas amerikai humorista, színésznő, író. Három önálló esttel rendelkezik: Baby Cobra (2016), Hard Knock Wife (2018) és Don Wong (2022).
Felkerült a Time „2020 száz legbefolyásosabb embere” listájára.

## Élete
Alexandra Dawn Wong San Francisco Pacific Heights nevű körzetében született. Négy gyermek közül ő volt a legfiatalabb. Anyja vietnami származású; 1960-ban költözött az Egyesült Államokba. Apja kínai-amerikai származású volt.
Wong 2000-ben érettségizett a San Francisco University High School tanulójaként. Ezt követően a Los Angeles-i Egyetemen folytatta tanulmányait. 2005-ben diplomázott. Ezután Vietnámban tanult.

## Magánélete
2010-ben ismerkedett meg a GoodRx cég alelnökével, Justin Hakutával. 2014-ben házasodtak össze. Van két lányuk: Mari és Nikki.
2022 áprilisában Wong és Hakuta bejelentették, hogy elválnak.